# پترر

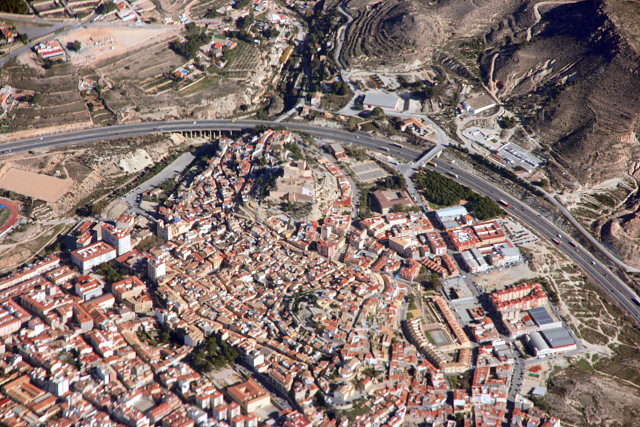
نمای هوایی از پترِر، دهستانی در استان آلیکانتهٔ اسپانیا - ۲۰۰۸

پترِر دهستانی در استان آلیکانتهٔ اسپانیا است.
در این دهستان ۳۳٬۰۲۶ نفر زندگی می‌کنند. مساحت این دهستان ۱۰۴٫۵۴ کیلومتر مربع است.